# Tarphius gomerae
Tarphius gomerae is een keversoort uit de familie somberkevers (Zopheridae). De wetenschappelijke naam van de soort werd in 1967 gepubliceerd door Franz.